# Парча

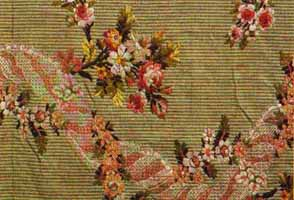
Французская парча — Лион, 1760—1770

Парча́ (от перс. پارچه parče — «ткань, материя») — тяжёлая ткань из шёлка с узором, выполненным металлическими нитями с золотом, серебром или их сплавами с другими металлами. Часто металлическая нить (или сплющенная металлическая нить — ленточка) навивается на льняной, шёлковый, хлопчатобумажный уток. Среди известных дизайнеров текстиля XVIII—XIX веков, работавших с парчой, можно назвать, например, Анну Марию Гартуэйт.
Парча использовалась для шитья придворной одежды и церковных облачений (по настоящее время).

## Алтабас

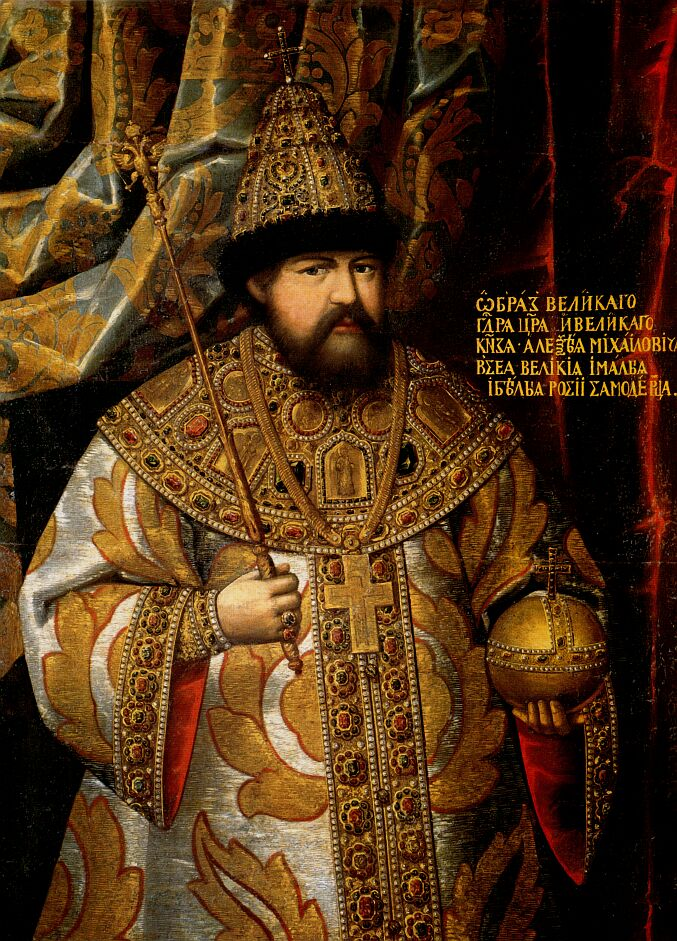
Алексей Михайлович (1670—1680) в одежде из алтабаса.

Алтабас (тур. altynbäz) — разновидность парчи, плотная шёлковая ткань с орнаментом или фоном из золотой волочёной или серебряной волочёной нити. Согласно Комиссаржевскому «цельнозолотная» ткань, напоминавшая тонкий металлический лист (в отличие от парчи, на которой из золота выполнялись только узоры), использовалась в Византии как элемент украшения парадного костюма в виде нашивок; одежду, сшитую целиком из алтабаса, носил только император и высшая знать. В XVI—XVII вв. завозился на Русь с востока для нужд двора и церкви и использовался для пошива парадных одежд. Орнамент алтабаса был растительным или геометрическим. Плотность полотна позволяла подчёркивать монументальность формы парадного костюма.
С начала XVIII века название «алтабас» вытеснено словом «парча». Причиной этого стали указы Петра I о запрете на ношение традиционного костюма, в первую очередь направленные на запрет ношения костюмов, указывающих на сословный статус. Считается, что до запрета предметы из алтабаса, за исключением духовенства, монопольно использовались царским двором и могли быть носимы только как подарки «с царского плеча».